# Mechowo (Płoty)
Mechowo (deutsch Zimmerhausen) ist ein Dorf in der Woiwodschaft Westpommern in Polen. Das Dorf gehört zur Gmina Płoty (Gemeinde Plathe) im Powiat Gryficki (Greifenberger Kreis).

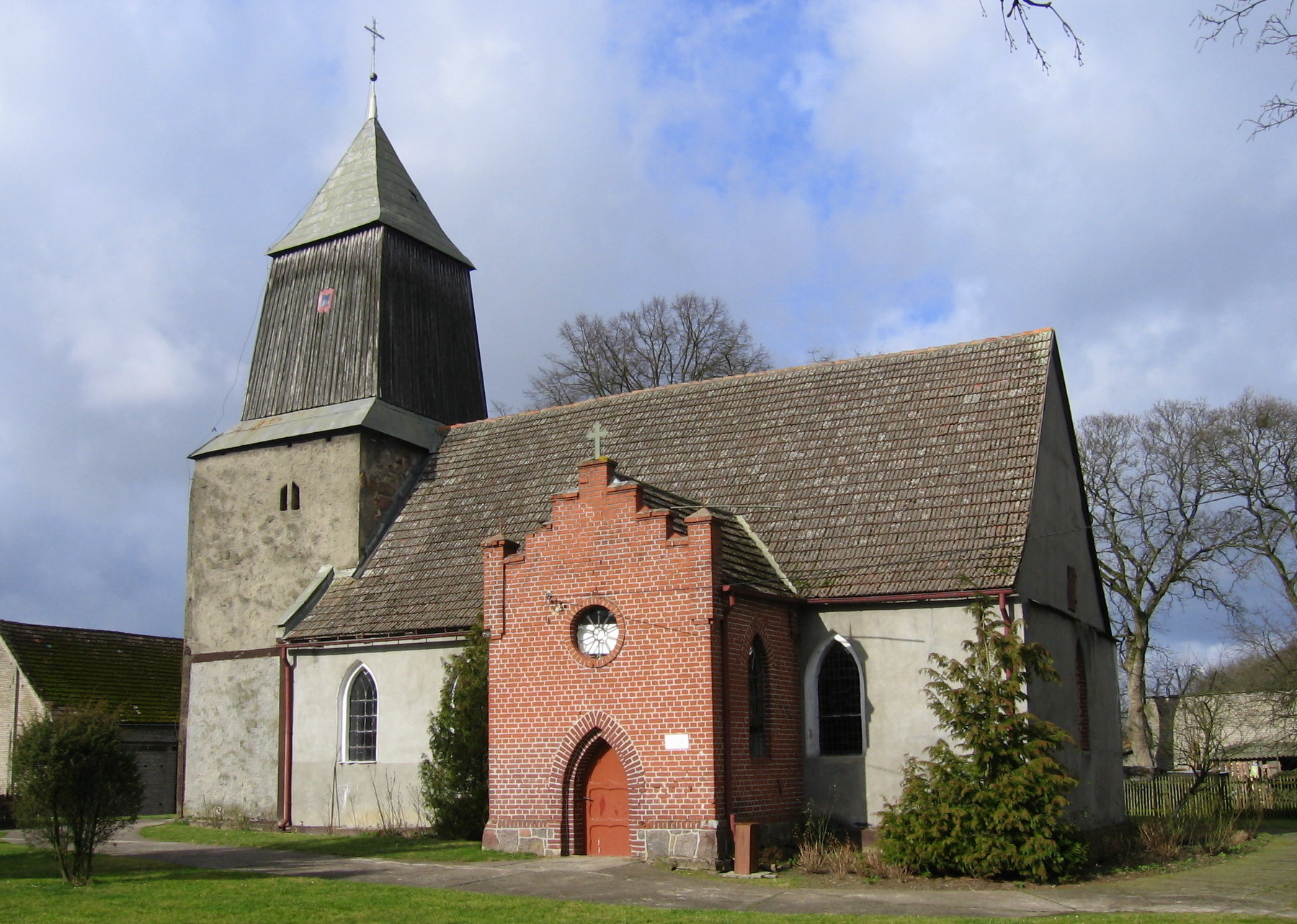
Dorfkirche (Aufnahme von 2008)

## Geographische Lage
Das Dorf liegt in Hinterpommern, etwa 60 km nördlich von Stettin und etwa 6 km westlich von Plathe.

## Geschichte

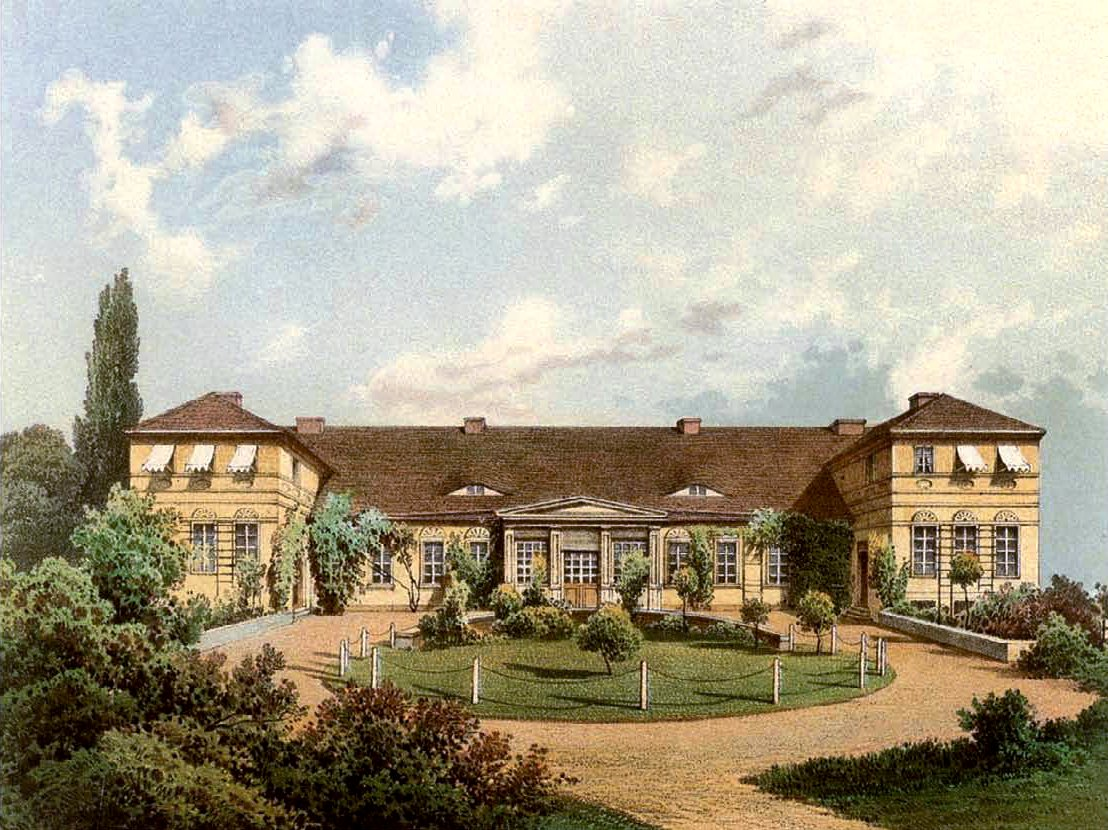
Rittergut Zimmerhausen 1861/62 in der Sammlung Alexander Duncker

In Ludwig Wilhelm Brüggemanns Ausführlicher Beschreibung des Königlich-Preußischen Herzogtums Vor- und Hinterpommern (1784) ist Zimmerhausen unter den adeligen Gütern des Ostenschen Kreises aufgeführt. Zimmerhausen lag damals „auf der Straße von Plate nach Gülzow“. In Zimmerhausen bestanden ein Ackerwerk, zwei Schäfereien, acht Bauern, vier Kossäten und ein Schulmeister, insgesamt 22 Haushaltungen („Feuerstellen“). Zimmerhausen gehörte damals Beata Sophia Christiana von Platen, geborene von Blücher.
Henning Dionysius Ludwig von Blankenburg  (1764–1813) wurde 1801 Besitzer des Allodial-Ritterguts Zimmerhausen und vererbte den Besitz innerhalb seiner Familie weiter. Seit dem 19. Jahrhundert bestanden in Zimmerhausen ein politischer Gutsbezirk und eine Landgemeinde nebeneinander. Im Jahre 1910 wurden im Gutsbezirk Zimmerhausen 416 Einwohner gezählt, in der Landgemeinde Zimmerhausen 115 Einwohner.
Später wurde der Gutsbezirk in die Landgemeinde eingemeindet. Im Jahre 1925 zählte Zimmerhausen 703 Einwohner in 134 Haushaltungen. Bis 1945 bildete Zimmerhausen eine Landgemeinde im Landkreis Regenwalde in der preußischen Provinz Pommern. In der Gemeinde bestanden neben Zimmerhausen die Wohnplätze Henningswalde, Kardemin, Moritzhof und Sandkrug. Um 1939/40 gehörten zum Rittergut 1220 ha. Letzter Eigentümer war der spätere Major Jürgen von Blanckenburg (1891–1946), Verwalter Otto Strohmeyer. Das Nebengut Kardemin umfasste 345 ha und stand im Besitz des Henning von Blanckenburg.

## Söhne und Töchter des Ortes
- Moritz von Blanckenburg (1815–1888), deutscher Gutsbesitzer und Parlamentarier, Mitglied des Reichstags
- Günther von Blanckenburg (1858–1931), deutscher Verwaltungsjurist, Landrat des Kreises Samter und Mitglied des Preußischen Abgeordnetenhauses
- Richard Otto (1872–1952), deutscher Sanitätsoffizier und Bakteriologe